# LXTerminal
LXTerminal is de standaard terminalemulator voor de desktopomgeving LXDE en LXQt. Bijgevolg kan het gebruikt worden onder Unix-achtige systemen zoals Linux en BSD. LXTerminal kan overweg met tabbladen, beschikt over schuifbalken en heeft slechts minimale afhankelijkheden. Om systeembronnen te besparen, delen alle vensters en tabbladen van LXTerminal hetzelfde proces. LXTerminal wordt geschreven in de programmeertaal C en wordt verspreid onder de voorwaarden van de GNU General Public License, versie 2.